# 上大拉貢 (佛羅里達州)
上大拉貢（英語：Upper Grand Lagoon）是位於美國佛羅里達州貝縣的一個人口普查指定地區。

## 地理
上大拉貢的座標為30°10′12″N 85°45′21″W / 30.17000°N 85.75583°W，而該地最高點為海拔高度0米（即0英尺）。

## 人口
根據2010年美國人口普查的數據，上大拉貢的面積為41.20平方千米，當中陸地面積為21.00平方千米，而水域面積為20.20平方千米。當地共有人口13963人，而人口密度為每平方千米338人。